# Tetragonisca weyrauchi
Tetragonisca weyrauchi är en biart som först beskrevs av Schwarz 1943.  Tetragonisca weyrauchi ingår i släktet Tetragonisca och familjen långtungebin. Inga underarter finns listade i Catalogue of Life.